# Xindian (socken i Kina, Zhejiang)
Xindian (kinesiska: 新店, 新店乡) är en socken i Kina. Den ligger i provinsen Zhejiang, i den östra delen av landet, omkring 160 kilometer söder om provinshuvudstaden Hangzhou.
Genomsnittlig årsnederbörd är 2 368 millimeter. Den regnigaste månaden är juni, med i genomsnitt 417 mm nederbörd, och den torraste är januari, med 69 mm nederbörd.